# Barbara (film, 2017)
Pour les articles homonymes, voir Barbara (homonymie).
Pour plus de détails, voir Fiche technique et Distribution.
Barbara est un film français écrit et réalisé par Mathieu Amalric, sorti en 2017. Il s'agit d'un film biographique et de fiction sur une actrice devant interpréter dans un film le rôle de la chanteuse Barbara.
Il est sélectionné comme film d'ouverture dans la catégorie d’Un certain regard, le 18 mai 2017 au Festival de Cannes. Barbara reçoit le prix Louis-Delluc et le prix Jean-Vigo tandis que Jeanne Balibar remporte le César de la meilleure actrice lors de la cérémonie des César 2018.

## Synopsis
Yves Zand, un réalisateur, prépare un film sur la chanteuse Barbara en étudiant des images d'archives et la musique tandis que Brigitte, l'actrice, étudie soigneusement le caractère, les gestes, les manières et les intonations de la célèbre chanteuse qu'elle interprète. Au fur et à mesure du tournage, Brigitte fusionne peu à peu avec le personnage, apprenant les partitions et imitant son expression faciale, au point de troubler le réalisateur.

## Fiche technique
- Titre français : Barbara
- Réalisation : Mathieu Amalric
- Scénario : Mathieu Amalric et Philippe Di Folco
- Photographie : Christophe Beaucarne
- Son : Olivier Mauvezin
- Décors : Laurent Baude
- Costumes : Pascaline Chavanne
- Montage : François Gédigier
- Production : Patrick Godeau
- Sociétés de production : Waiting for Cinéma et Alicéleo ; Gaumont et France 2 Cinéma (coproductions) ; SOFICA Cofinova 13 (en association avec)
- Société de distribution : Gaumont (France)
- Pays de production : France
- Langue originale : français
- Format : couleur
- Genre : drame biographique
- Durée : 97 minutes
- Dates de sortie : 
  - France : 18 mai 2017 (Festival de Cannes[1]) ;  6 septembre 2017 (sortie nationale)
  - Suisse romande : 6 septembre 2017

## Distribution
- Jeanne Balibar : Brigitte, interprète de Barbara
- Mathieu Amalric : Yves Zand
- Vincent Peirani : Roland Romanelli
- Aurore Clément : Esther
- Fanny Imber : Marie Chaix
- Grégoire Colin : Charley Marouani
- Pierre Michon : Jacques Tournier (âgé)
- Pierre Léon : Jacques Tournier (jeune)
- Stéphane Roger : le producteur
- Marie Desgranges : la phoniatre
- Erwan Ribard : Monsieur Victor
- Lisa Ray-Jacobs : agent de Brigitte

## Production
Le projet d'un film sur Barbara est porté pendant plus de quinze ans par Pierre Léon et Jeanne Balibar. Finalement, c'est Mathieu Amalric qui réalisera le film, confiant toutefois le rôle de Jacques Tournier jeune à Pierre Léon.

## Accueil critique
L'accueil critique est positif : le site Allociné recense une moyenne des critiques presse de 4,1/5.

## Distinctions

### Prix
- Festival de Cannes 2017 : Prix pour la poésie du cinéma dans la sélection Un certain regard
- Prix Louis-Delluc 2017
- Prix Jean-Vigo 2017[4]
- César 2018 : 
  - César de la meilleure actrice pour Jeanne Balibar
  - César du meilleur son pour Olivier Mauvezin, Nicolas Moreau et Stéphane Thiébaut

### Nominations
- César 2018 : 
  - César du meilleur film
  - César du meilleur réalisateur pour Mathieu Amalric
  - César du meilleur scénario original pour Mathieu Amalric et Philippe Di Folco
  - César de la meilleure photographie pour Christophe Beaucarne
  - César des meilleurs costumes pour Pascaline Chavanne
  - César des meilleurs décors pour Laurent Baude
  - César du meilleur montage pour François Gédigier

### Sélection
- Festival de Cannes 2017 : film d'ouverture Un certain regard